# توکوگاوا یوشیتوشی (خاندان هیتوتسوباشی)

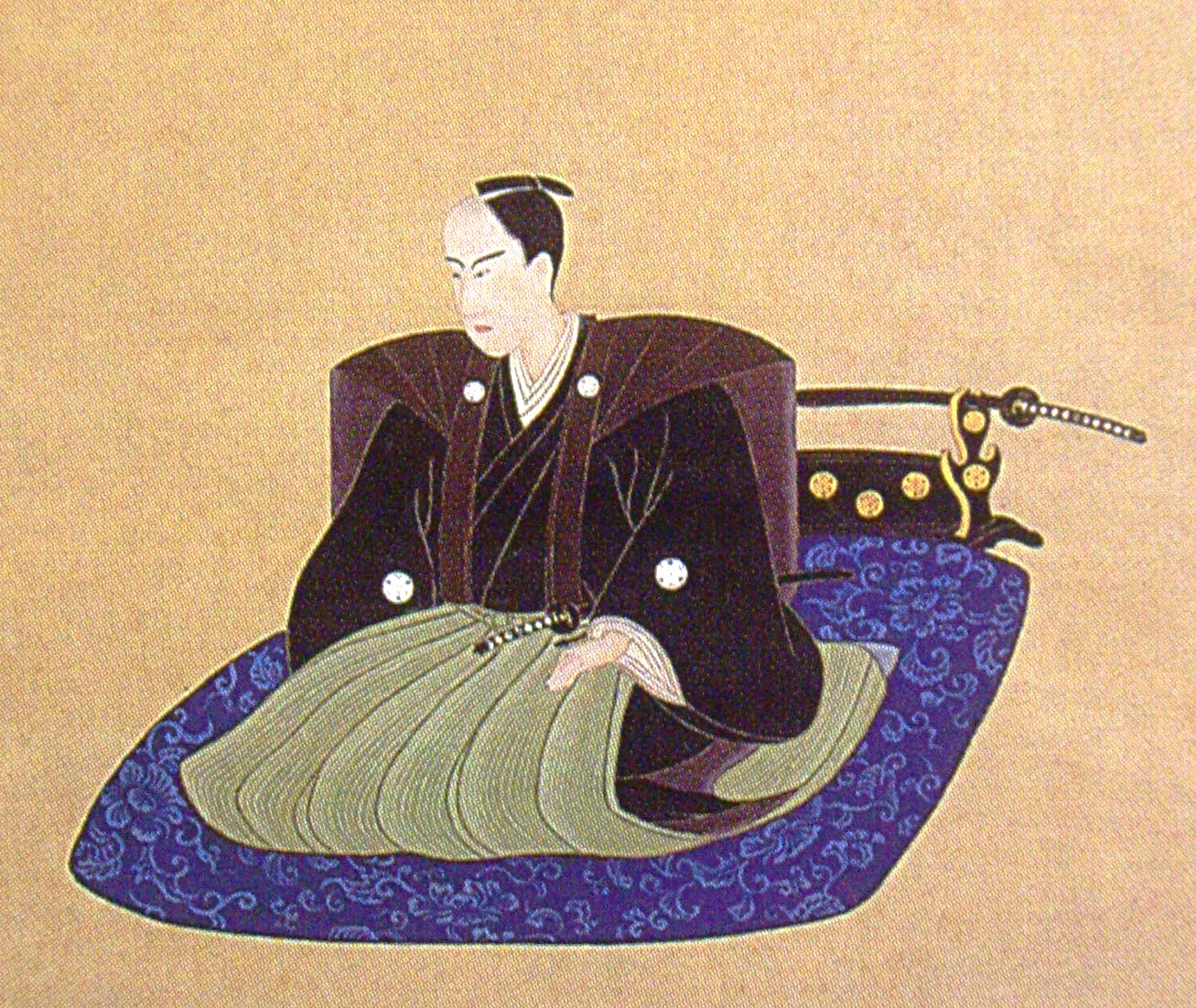
توکوگاوا یوشیتوشی (هیتوتسوباشی)

توکوگاوا یوشیتوشی (به ژاپنی: 徳川 慶壽 とくがわ よしとし) یک سامورایی از اواخر دوره ادو. هفتمین رئیس خاندان هیتوتسوباشی توکوگاوا، یکی از سه شاخه گوسانکیو بود. او در سن ۲۵ سالگی بر اثر آبله درگذشت. در همان روز مرگ او پسر توکوگاوا ناریتاکه به نام توکوگاوا ماسامارو ja:徳川昌丸 به پسرخواندگی او درآمد و وارث او شد که او نیز در سال ۱۸۴۷ در سن ۲ سالگی درگذشت. همسر اصلی او توکوشین-این نام داشت.
توکوگاوا یوشینوبو پس از مرگ ماسامارو به فرزندخواندگی این خاندان درآمد و وارث او شد.